# Vigerico di Bidgau
Vigerico (in franco Wigéric o Wéderic; ... – prima del 923) è stato un nobile franco, conte di Bidgau (pagus Bedensis); aveva il diritto di usare il titolo di conte della città di Treviri.
Sua moglie Cunigonda era figlia di Ermentrude, nata nell'875, figlia di re Luigi II di Francia, il cui nonno Ludovico il Pio era figlio di Carlo Magno.
Dal 915 o 916 fu conte palatino di Lotaringia ed è considerato il fondatore della dinastia delle Ardenne.

## Famiglia e figli
Egli sposò Cunigonda, figlia di Ermentrude, a sua volta figlia di Luigi II di Francia. Essi ebbero:
- Federico I di Lotaringia, duca dell'Alta Lotaringia († 978), conte di Bar, duca dell'Alta Lotaringia dal 959;
- Adalberone († 962), vescovo di Metz;
- Gilberto († 964), conte nelle Ardenne;
- Sigberto († ca.942);
- Gozlin, conte di Bidgau, († 942), padre di Goffredo I, nonno di Gothelo I e bisnonno di papa Stefano IX;
- Sigfrido, Conte di Lussemburgo;
- Enrico.
- Liutgarda.